# Heartland (televizijska serija)
Heartland je kanadska dramska televizijska serija na CBC-u. Snimljena prema romanima Lauren Brooke, serija prati Amy Fleming (Amber Marshal), njezinu stariju sestru Lou (Michelle Morgan) i njihovog djeda Jacka (Shaun Johnston) koji vode imanje za zlostavljane i zanemarene konje. S preko dvjesto prikazanih epizoda od 2007. godine, najduža je jednosatna kanadska igrana televizijska serija.
Serija se u Hrvatskoj prikazuje na Prvom i Drugom programu Hrvatske radiotelevizije te na AXN-u.

## Premisa
Amy Fleming, 15-godišnja djevojka iz Hudsona u Alberti, spašava konja Spartana od zlostavljanja. Na povratku kući, u nesreći pogine njena majka Marion. Amyina sestra Lou se vraća iz New Yorka kako bi joj pomogla, a djed Jack odlučuje dovesti Spartana na obiteljsko imanje Heartland, nadajući se da će mu Amy moći pomoći. Amy se mora suočiti s gubitkom majke prije nego što pomogne Spartanu. Novi radnik na ranču, Ty Borden, počinje raditi na imanju, a Amy se uskoro zaljubljuje u njega.

## Uloge

### Glavne uloge
- Amber Marshall kao Amy Fleming,  mlađa sestra obitelji Fleming i protagonist serije. Sa je 15 godina preživjela prometnu nesreću u kojoj je poginula njezina majka. Boravak na imanju pomogao joj je u suočavanju s prošlim traumama i pomirenju s odsutnim ocem. Amy se zaljubljuje u radnika na ranču, Tya, s kojim kasnije ima kćer Lyndy.[4]
- Michelle Morgan kao Lou Fleming, najstarija sestra obitelji Fleming. Dok njezina sestra obavlja rad na imanju, Lou koristi svoje znanje iz financija kako bi pomogla učiniti imanje profitabilnim. Njezin povremeni odnos s bivšim suprugom Peterom Morrisom prisutan je kroz seriju, a kraj 16. sezone prikazuje njihov obnovljeni brak, što sugerira njihovu namjeru da izgrade bliži odnos u budućnosti.[4]
- Shaun Johnston kao Jack Bartlett, djed Amy i Lou s majčine strane te bivša zvijezda rodea. Poznat je po svojoj tvrdoglavosti i zaštiti svojih unuka, uključujući protiv njihovih očeva i ljubavnih interesa.[4]
- Chris Potter kao Tim Fleming, otac Amy i Lou; napustio je obitelj nakon što se razveo od Marion, a nakon borbe s ovisnostima vratio se u blizinu Heartlanda, gdje je započeo vezu s Janice i kasnije otkrio da ima sina Shanea s bivšom djevojkom Mirandom.

### Bivše glavne uloge
- Graham Wardle [en] kao Tyler "Ty" Borden; kao dijeteje  bio zlostavljan od strane očuha Wadea, kojeg je napao zbog zlostavljanja majke, što je dovelo do njegovog uhićenja. Kako bi ispunio uvjete probacije, dobio je posao na imanju Heartland. Nakon toga ostaje na ranču, a Jack ga prihvaća kao sina i podržava njegove planove za školovanje i karijeru. Ty je isprva poznat kao "novi zgodni dečko" među Amyinim prijateljima, a Amy brzo zalazi za njim.
- Jessica Amlee [en] kao Mallory Wells Anderson, obiteljska prijateljica koja redovito boravi u Heartlandu, kći kanadskog glazbenika Georgea Canyona. Poznata je po pričljivosti, zaljubljivanju u dečke, a njezini ljubavni interesi uključuju Jakea Andersona i Badgera, za kojeg se kasnije udaje.